# Grossmyrtjärnen
Grossmyrtjärnen är en sjö i Bergs kommun i Jämtland och ingår i Ljungans huvudavrinningsområde. Sjön har en area på 0,143 kvadratkilometer och ligger 411,2 meter över havet. Sjön avvattnas av vattendraget Sågbäcken.

## Delavrinningsområde
Grossmyrtjärnen ingår i det delavrinningsområde (695689-142518) som SMHI kallar för Mynnar i Hålen. Medelhöjden är 443 meter över havet och ytan är 18,74 kvadratkilometer. Det finns inga avrinningsområden uppströms utan avrinningsområdet är högsta punkten. Sågbäcken som avvattnar avrinningsområdet har biflödesordning 2, vilket innebär att vattnet flödar genom totalt 2 vattendrag innan det når havet efter 219 kilometer. Avrinningsområdet består mestadels av skog (72 procent) och sankmarker (15 procent). Avrinningsområdet har 0,14 kvadratkilometer vattenytor vilket ger det en sjöprocent på 0,8 procent.